# Mönchsbach (Wipper)
Der Mönchsbach ist ein gut einen halben Kilometer langer, südlicher und linker Zufluss der Wupper, die hier im Oberlauf Wipper genannt wird, bei Marienheide.

## Geographie

### Verlauf
Der Mönchsbach entsteht aus drei Quellästen in einem Waldstreifen in Marienheide. Der Hauptquellast entspringt auf einer Höhe von 362 m ü. NHN.
Nach der Vereinigung seiner drei Quelläste fließt der Bach zunächst in nördlicher Richtung durch einen Waldstreifen in der Flur In der Schlenke und verschwindet dann verrohrt in den Untergrund. Er passiert danach den Bahndamm der eingleisigen Volmetalbahn und läuft unterirdisch und parallel zur Talstraße nordwärts durch die Flur Kirchbrücke.
Er kreuzt noch die Klosterstraße und mündet schließlich verdolt auf einer Höhe von 303,1 m von links in die aus dem Osten heranziehende Wipper.

### Einzugsgebiet
Das Einzugsgebiet des Mönchsbachs wird über Wupper und Rhein in die Nordsee entwässert.
Es grenzt
- im Osten an das des Wipperzuflusses Ellbach
- im Süden an das der Leppe, einem Zufluss der Agger
- und im Südwesten an das des Mühlenbachs, einem Zufluss der Leppe.